# La Pona
La Pona, también conocida como Mezquitera La Pona, es un bosque urbano y área natural protegida en la ciudad de Aguascalientes. El bosque cuenta con una superficie de unas 31.4 hectáreas; aunque otras fuentes señalan que hasta 37 hectáreas. Es un espacio que ha estado amenazado por el interés comercial, específicamente de la industria inmobiliaria y las autoridades locales. Debido a esto, el espacio se ha encontrado en diversos litigios, tanto para ser reconocida como un área natural protegida o, en caso contrario, el ser convertida en una zona de crecimiento urbano a través del cambio de uso de suelo.
Se considera que La Pona tiene una importancia amplia para la ciudad de Aguascalientes, pues a través de las raíces de sus mezquites garantiza la infiltración y recarga de agua a los mantos acuíferos, aportando unos 42 millones de litros de agua cada año; así como una captura de unas 2228 toneladas de dióxido de carbono.

## Descripción
La Pona es un bosque urbano, ubicado al oriente la ciudad de Aguascalientes, entre las calles Alameda (al sur, con una longitud de 746.26 m), Segundo anillo y Beethoven. Alrededor se encuentra la Colonia del Trabajo, Lomas de Santa Anita y Ojocaliente.
La zona en la que se encuentra el mezquital se le suele conocer como Ojocaliente, pues ahí se encontraba la Hacienda Ojocaliente, y existe un manantial con el mismo nombre que le da nombre a los antiguos Baños de Ojocaliente.

### Ecosistema
La especie vegetal preponderante es el mezquite (Prosopis laevigata), aunque ahí habitan otras especies de flora y fauna, como el pirul (Schinus molle) y el huizache chino (Acacia farnesiana). Su extensión es de 37 hectáreas.

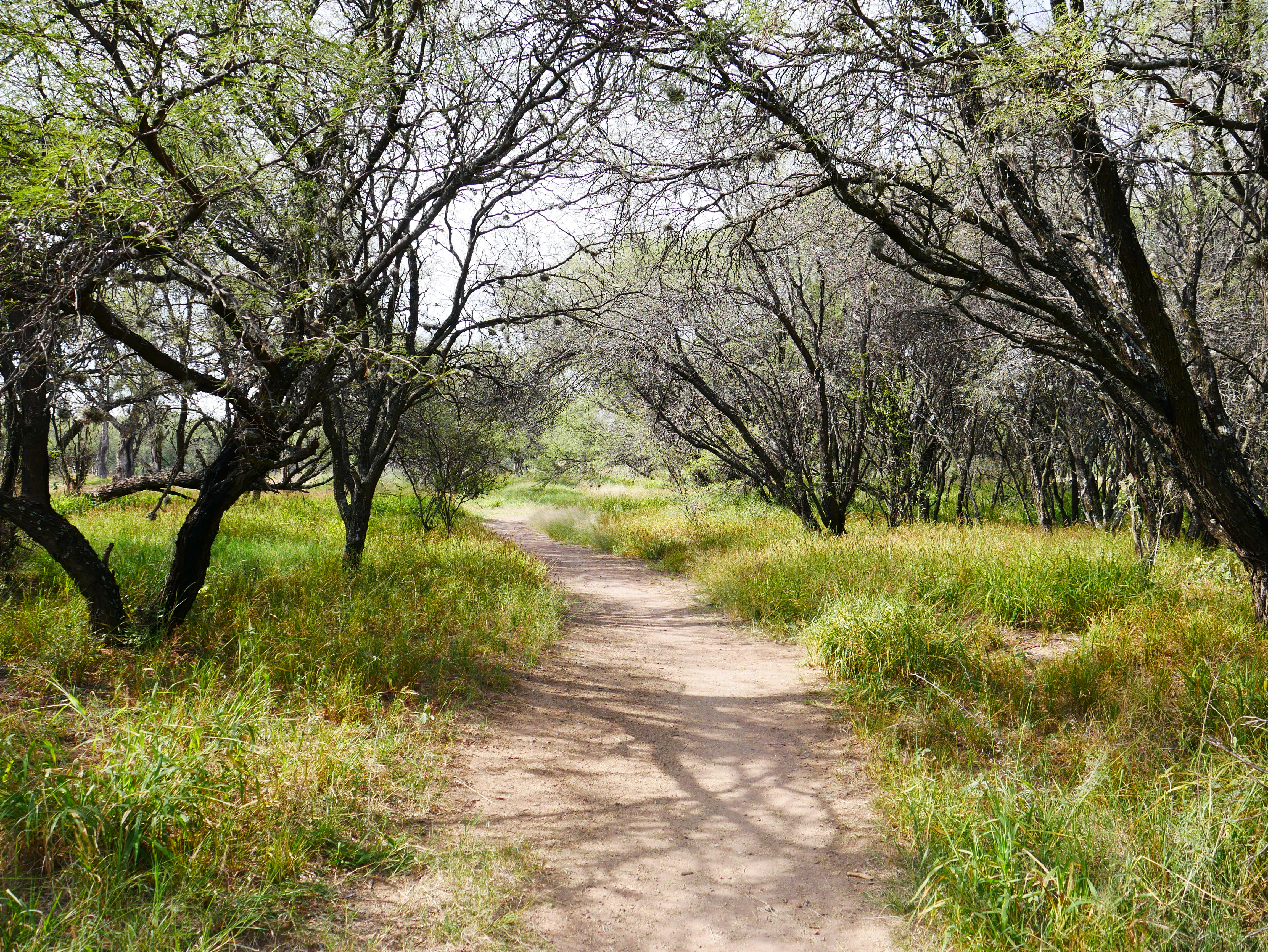
Sendero rodeado de mezquites en La Pona.

La flora de la mezquitera está adaptada a un tipo de zona árida o seca. Parte del suelo carece de vegetación, debido a los incendios, lo que provoca erosión por insolación y viento. Uno de estos incendios, registrado en 2022, provocó la destrucción de un ejemplar de mezquite de unos 30 metros de altura, y se calcula que tenía unos 300 años de edad; su muerte fue a partir de un incendio intencional.

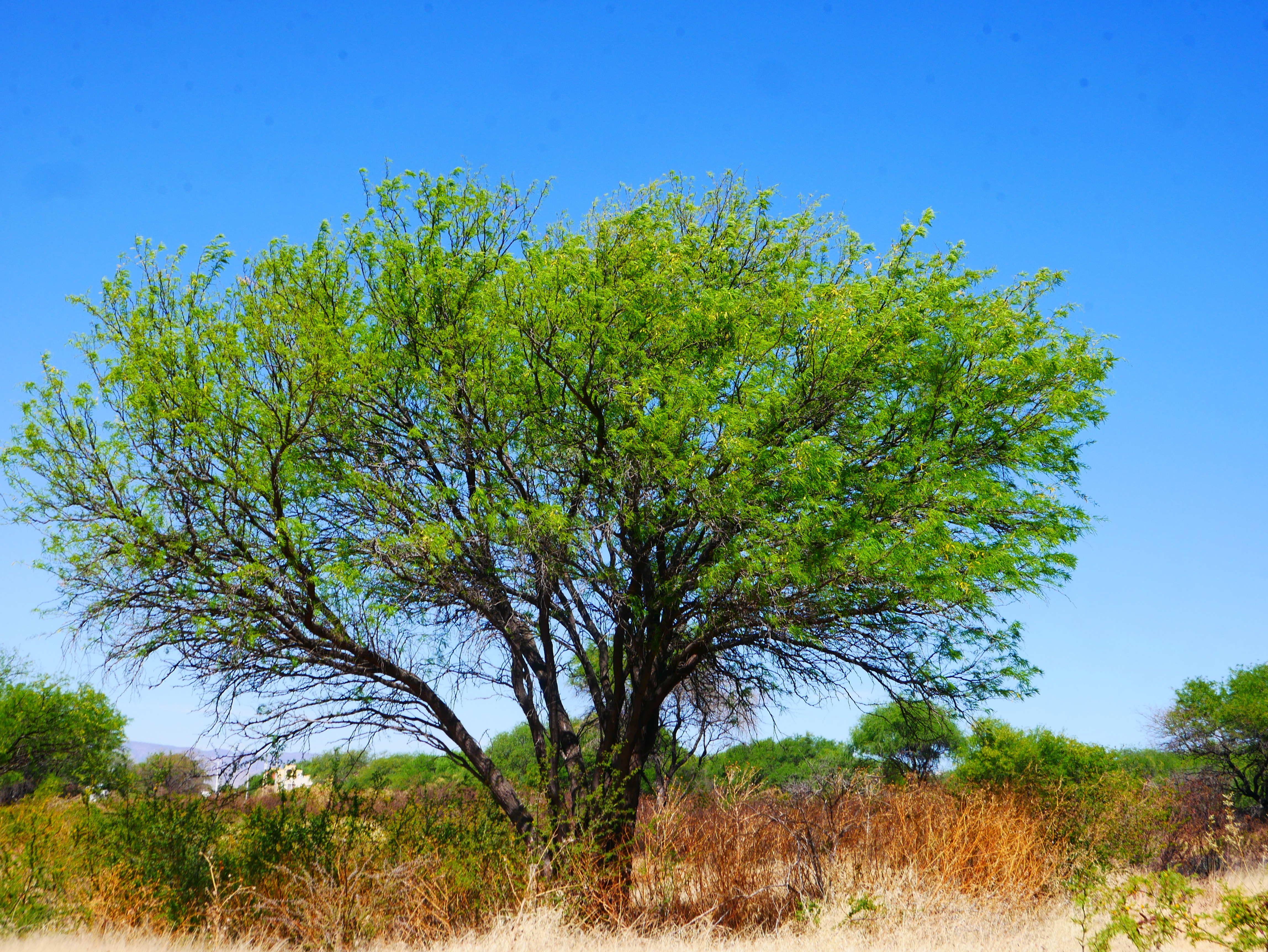
Ejemplar de mezquite en la Pona.

La especie de mezquite con mayor presencia en La Pona es Prosopis laevigata, con unos 1186 individuos. Este árbol, presente en zonas áridas y semiáridas, alcanza una altura de entre 8 y 12 metros.
La fauna predominante es la que habita en los mezquites, especialmente abejas, abejorros y avispas; así como hormigas del género Camponotus sp, conocidos como mordullos. Asimismo se encuentran diversas aves, como la  paloma de alas blancas (Zenaida asiatica),  el tordo (Quiscalus mexicanus), el gorrión mexicano (Carpodacus mexicanus), la torcacita (Columbina inca) y la huilota (Zenaida macroura). También se encuentran reptiles como la lagartija mezquitera (Sceloporus grammicus) y la lagartija llanera (Aspidocelis gularis).

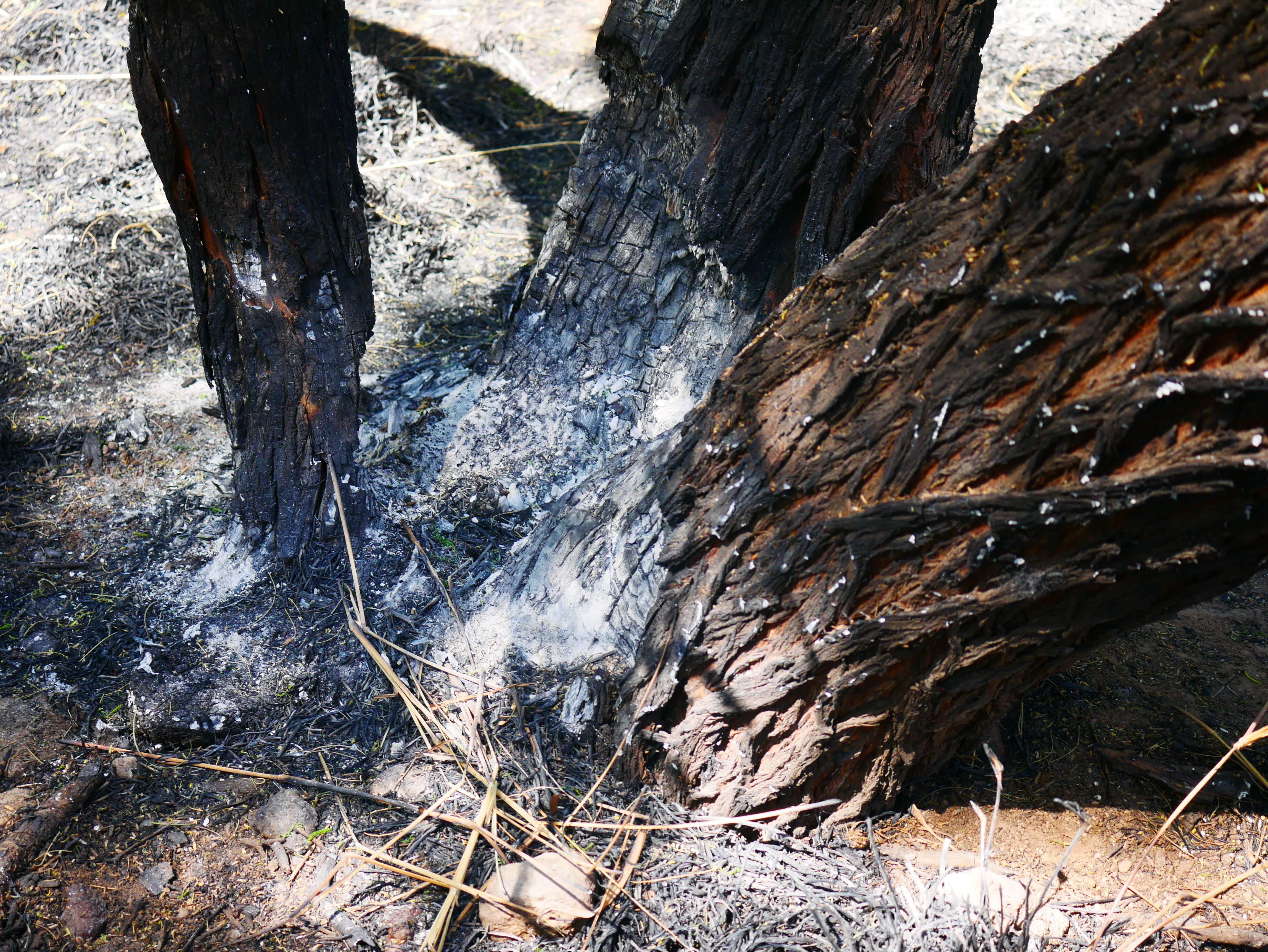
Base de un mezquite tras un incendio en La Pona.

### Área natural protegida
La Mezquitera La Pona fue considerada de manera parcial como área natural protegida, a nivel municipal, en 17,4 hectáreas (una tercera parte del total del bosque), el 12 de noviembre de 2018, siendo alcaldesa Tere Jiménez. Esta protección se dio a raíz de una negociación con las inmobiliarias dueñas del predio y dos organizaciones, S.O.S. Mesquitera La Pona y Conciencia Ambiental, quienes en 2015 aceptaron la donación de una tercera parte del terreno para ser convertido en área natural protegida, a cambio de que las inmobiliarias pudieran construir en el resto del terreno. Esta negociación se hizo durante la administración municipal del panista Juan Antonio Martín del Campo.
Sin embargo, su estatus legal ha sido disputado, pues el territorio es de propiedad privada, siendo dos empresarios de la industria inmobiliaria, César y José Manuel Gutiérerez Muguerza, quienes son los titulares del predio. Estos empresarios, a través de las empresas Inmobiliaria Próxima y Patrimonio, S.A. de C.V. y Somos, E.N.R.1, han buscado convertir el espacio en condominios residenciales y en vialidades.

### Parque recreativo "La Pona"
Junto a la mezquitera se encuentra un parque recreativo administrado por el gobierno municipal, conocido como parque recreativo La Pona. Se encuentra entre la avenida Alameda y la calle Beethoven, en la colonia del Trabajo. Es un área de recreo para familias, en la que se pueden hacer actividades deportivas, pues cuenta con un campo de béisbol. Asimismo también tiene un campo de futbol, juegos infantiles, una pista de BMX y zona para preparar y consumir alimentos. Este parque tiene una tarifa de entrada administrada por el gobierno municipal. Esta zona tiene una extensión de unas 6 hectáreas.
En este parque también hay un espacio cercado en el que anteriormente había dos leones, macho y hembra.

## Historia
En la época del virreinato de la Nueva España, como ocurrió con otros territorios, el que corresponde al de la mezquitera La Pona, fue cedido a los colonos, quienes establecieron la Hacienda de Ojocaliente, la cual pasó por varios dueños. En noviembre de 1897, el terreno era del matrimonio Escobedo-Díaz de León, quienes lo compraron a Fortunata Galván, quien había vendido la hacienda ene fracciones, una de las cuales correspondía a los Talleres de Ferrocarril. En 1902, se siguió fraccionando y urbanizando, lo que dio origen a las colonias Buenavista, Los Héroes, del Trabajo.
La dueña del terreno, Ana María Díaz de León viuda de Escobedo, así como sus descendientes, vendieron el terreno, en parte al gobierno del Estado (que adquirieron lo que ahora es el parque recreativo La Pona, de unas 6 hectáreas), y el resto a la inmobiliaria Traco S.A. de C.V.
El 17 de diciembre de 1999, cuando era presidente municipal Luis Armando Reynoso Femat, se autorizó el cambio de uso de suelo en la mezquitera al de uso dual habitacional y comercial. Reynoso Femat, que después fue gobernador y fue acusado formalmente re enriquecimiento ilícito, ha acumulado riqueza a partir del negocio de las empresas inmobiliarias. Esta modificación se hizo en el Periódico Oficial del estado el 21 de febrero del 2000.
La empresa que realizó el trámite de cambio de uso de suelo en 1999 fue Traco, S.A. de C.V., con domicilio en Nuevo León. Los dueños de esta empresa son los hermanos Gutiérrez Muguerza, quienes a su vez son los propietarios del territorio donde se encuentra la mezquitera. Los representantes legales de esta empresa son Gustavo Enrique Martínez Estebanez y Jorge Mauricio Martínez Estebanez, este último fue secretario del ayuntamiento, durante el periodo de Reyonoso Femat, y después sería su secretario de gobierno de 2004 a 2010 en el gobierno estatal.

### Defensa comunitaria

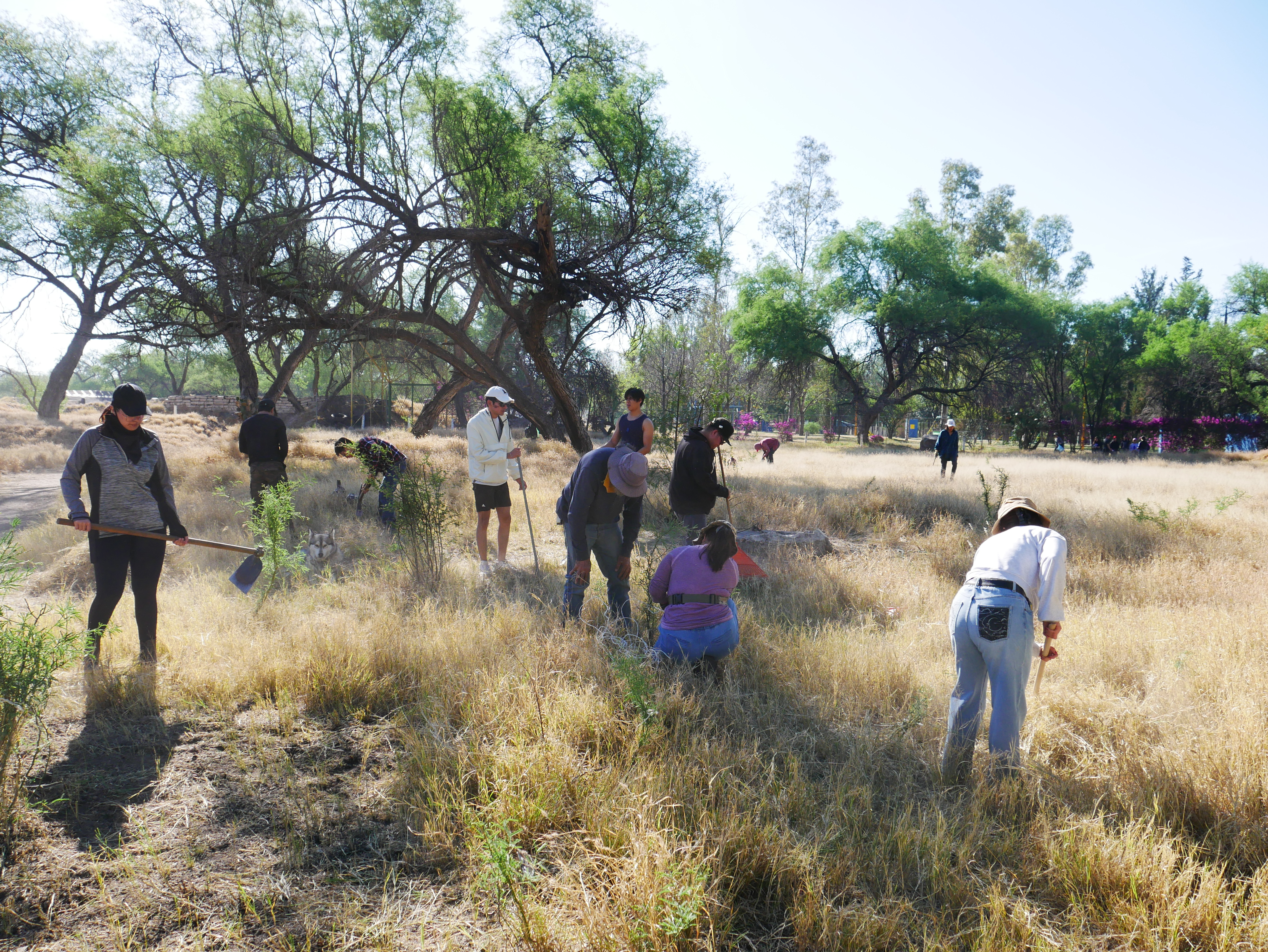
Trabajo de limpieza en La Pona para proteger mezquites jóvenes.

En el 2000 comenzaron las acciones en defensa de la mezquitera por parte de organizaciones civiles ambientales, como Conciencia Ambiental, que encabezaba Enriqueta "Queta" Medellín,  S.O.S. Mezquitera La Pona y, más tarde, Salvemos La Pona. En el 2005 estas acciones lograron que el presidente municipal, Martín Orozco, hiciera la declaración de La Pona como Zona de Reserva Ecológica. Asimismo, en el Programa de Desarrollo Urbano de la ciudad de Aguascalientes (2020-2024), del 25 de mayo de 2009, se estableció que La Pona tenía la categoría de Uso del Suelo de Preservación Ecológica.

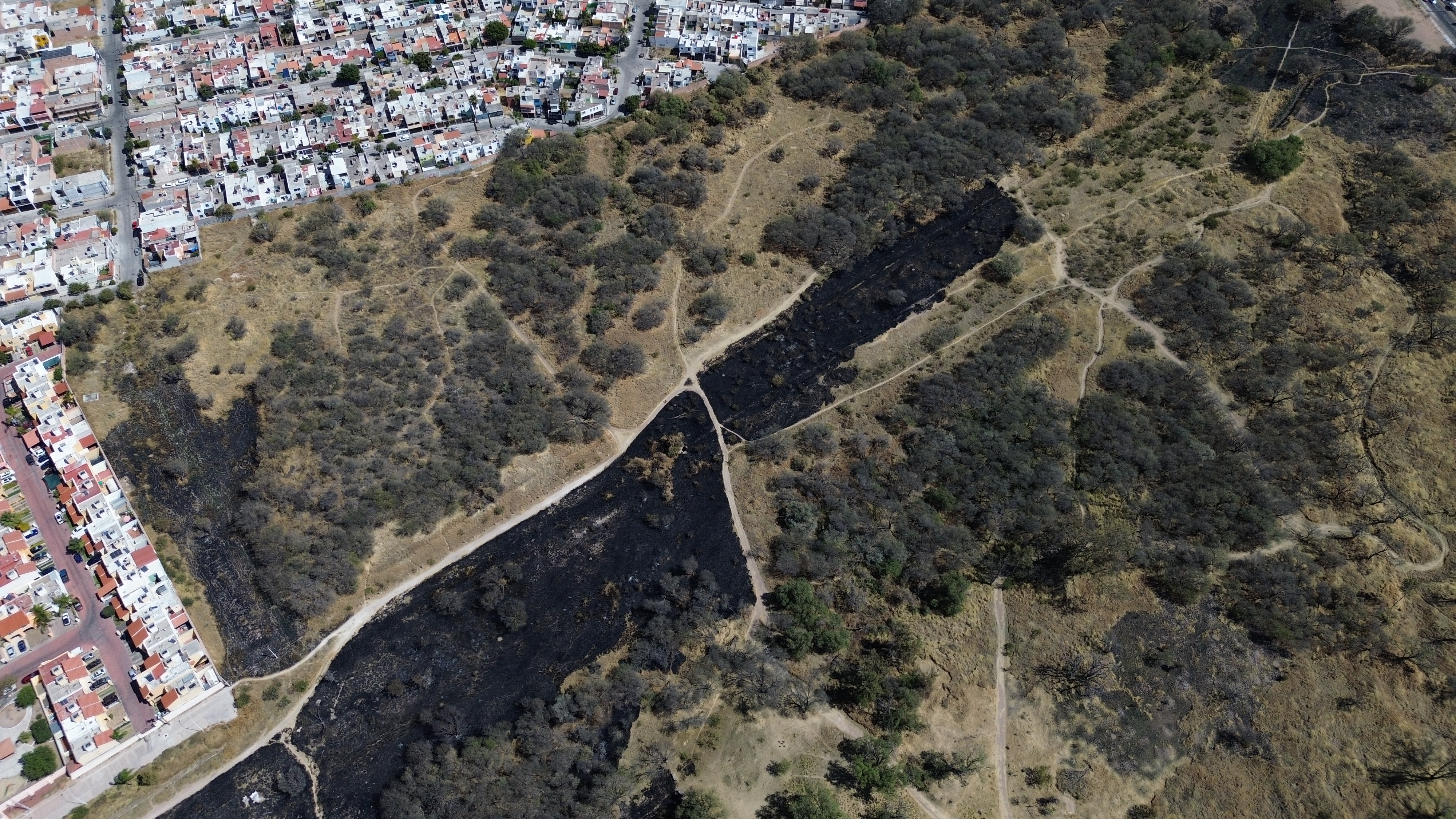
Registro de un área quemada de La Pona en febrero de 2025.

La mezquitera recibió la declaratoria de Área Natural Protegida el 18 de marzo de 2010, a partir del artículo 44 de la Ley General de Equilibrio Ecológico y la Protección al Ambiente. Sin embargo, el 12 de noviembre del 2018 se modificó en el Periódico Oficial del Estado de Aguascalientes, pues se redujo la protección de ANP sólo un polígono de 11,4 hectáreas a través de un convenio de donación a cambio de que el municipio le diera a los empresarios el permiso para construir en el resto del mezquital. Este cambio se hizo sin presentar una Manifestación de Impacto Ambiental. Con este antecedente, el 6 de julio de 2020, la Secretaría de Sustentabilidad, Medio Ambiente y Agua del Estado de Aguascalientes retiró a La Pona del Catálogo de Áreas Prioritarias para la Conservación.

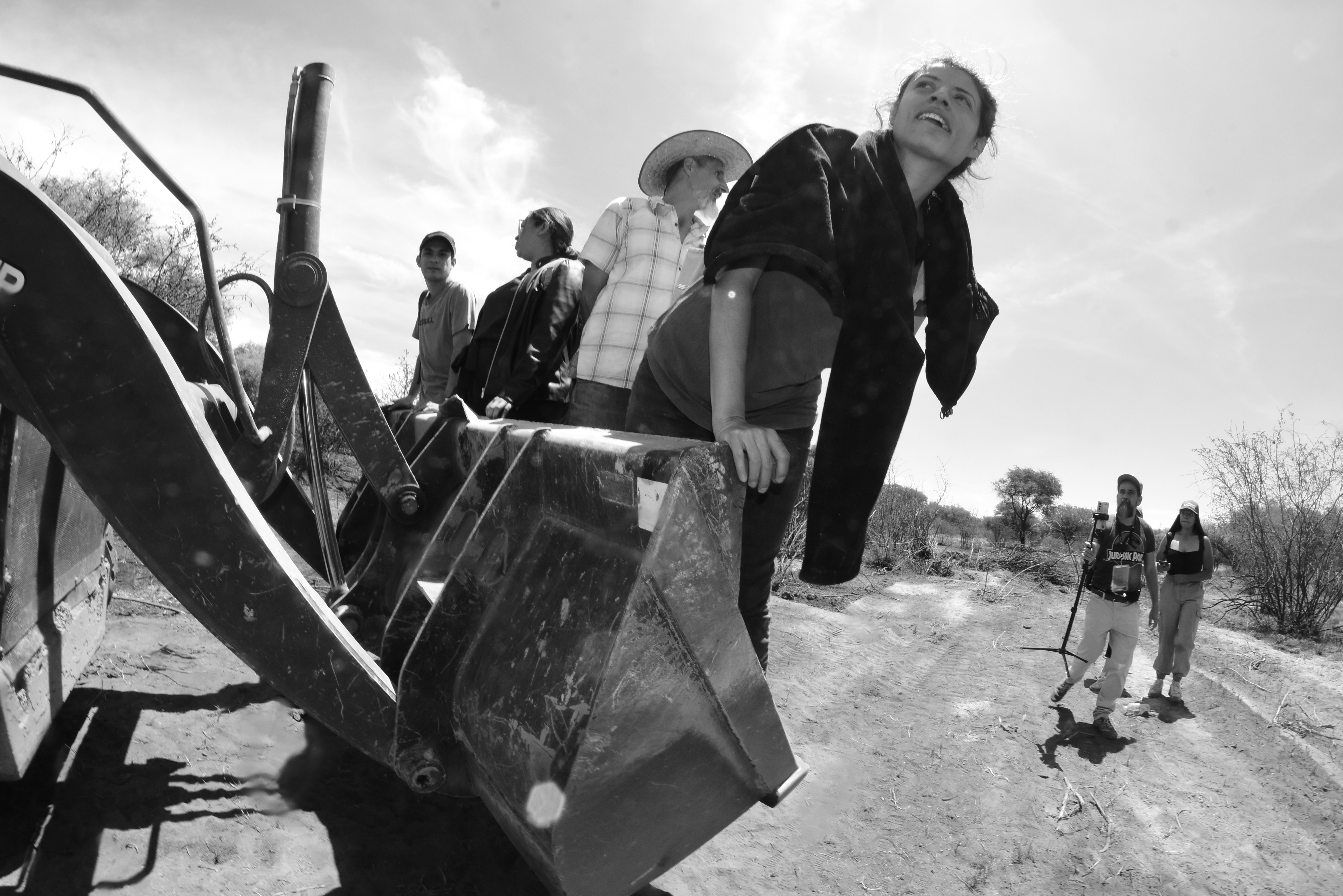
Activistas encima de un tractor en defensa de La Pona, 25 de abril de 2025.

La defensa del mezquital La Pona comenzó a inicios del siglo XXI, y los grupos de activistas casi siempre han estado encabezados por mujeres. Por ejemplo, Enriqueta "Queta" Medellín ha sido una guardiana de La Pona. Más adelante se unió Sofía González Ponce, quien estudió comunicación y una maestría en Investigaciones Sociales y Humanísticas en la Universidad Autónoma de Aguascalientes; asimismo coordina la organización Salvemos La Pona.

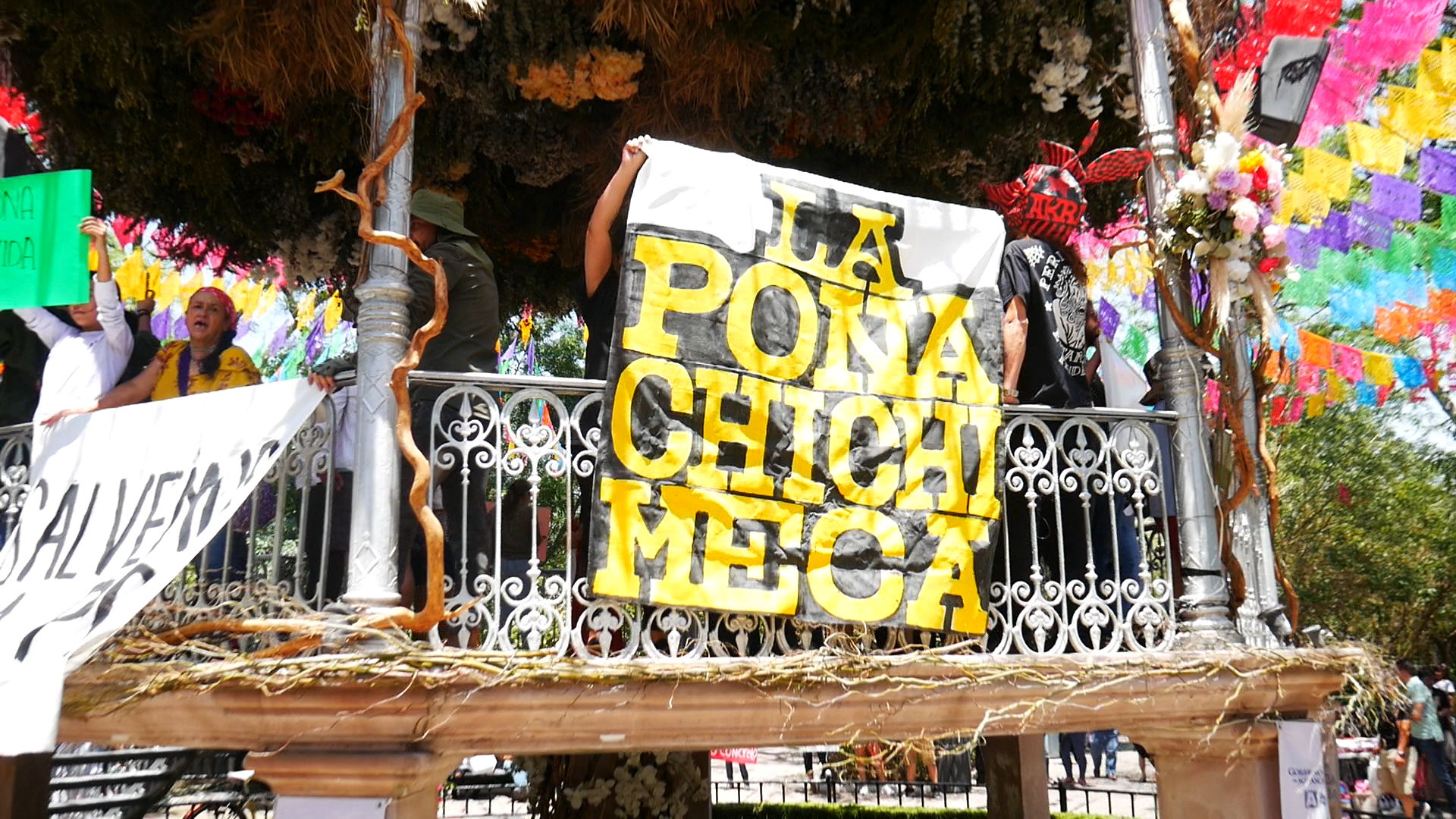
Manifestación por La Pona en el Jardín de San Marcos, durante la Feria Nacional de San Marcos, abril de 2025.

Salvemos La Pona había interpuesto un amparo de 2024 que impedía que se realizaran obras en toda la mezquitera. Sin embargo, los incendios continuaron, afectando al 100% de los árboles. El 24 de abril de 2025, el amparo colectivo que protegía a La Pona sobreseyó y, el 25 de abril, llegaron las máquinas contratadas por la inmobiliaria Próxima para comenzar el derribo de árboles y matorrales, con miras a la continuación de la vialidad y la urbanización. Al percatarse de esto, Sofía González Ponce y otros activistas frenaron la acción de las máquinas e hicieron un llamado a la sociedad a través de redes sociales para que se unieran para proteger la mezquitera. Diversas personas, así como activistas de Guardabosques de Cobos, los Guardianes del Monte, El Observatorio de Violencia Social y de Género, entre otros, lograron frenar la obra, a lo cual se sumó la declaración de la delegada de la PROFEPA, María de Jesús Rodríguez López, quien señaló que la empresa no había presentado una Manifestación de Impacto Ambiental, por lo que la obra no tenía permiso de la SEMARNAT.
El 26 de abril, la ciudadanía se manifestó en la Exedra, en la plaza principal, en el palacio municipal y en el perímetro de la Feria Nacional de San Marcos, con mantas, carteles y consignas, algunas de las cuales decían: "La Pona no se vende, se ama y se defiende" o "Salvemos La Pona". Durante algunos conciertos de la Feria de San Marcos, artistas como Geo Blanc, La Milpa y Son 4, recordaron y animaron al público a luchar por La Pona.

## Importancia
Se considera que la Mezquitera La Pona aporta múltiples servicios ambientales a Aguascalientes, especialmente a partir de la recaptación de agua pluvial, en una zona donde las lluvias son escasas. De hecho, el estado de Aguascalientes lleva su nombre a partir de las aguas termales que brotan del subsuelo, sobre todo en la zona denominada Ojocaliente, contigua a la mezquitera La Pona. En el pasado llegaron a haber 13 manantiales, pero para el 2022 sólo había dos, siendo el de Ojocaliente el único dentro de la ciudad. En este sentido, La Pona es el principal punto de recaptación de agua pluvial para la zona oriente de la ciudad de Aguascalientes, que, a su vez, es la zona más densamente poblada. La mezquitera La Pona, pues, es un vestigio del bosque antiguo de Aguascalientes, antes de la llegada de los españoles, en donde además de aguas termales había un arroyo que desembocaba hasta el Río San Pedro.
Además de los aspectos de identidad cultural e histórica, la recarga de agua aporta unos 42 millones de litros de agua para los mantos acuíferos por año. Asimismo, genera una regulación de las temperaturas, una captación de dióxido de carbono de 2228 toneladas al año y reduce el riesgo de inundaciones. También se considera a La Pona como un espacio que da refugio a la fauna silvestre y la fijación de nitrógeno en el suelo.